# 富良野芦別道立自然公園
富良野芦別道立自然公園（ふらのあしべつどうりつしぜんこうえん）は、北海道夕張市、芦別市、三笠市、富良野市、空知郡南富良野町にある自然公園（都道府県立自然公園）。

## 概要
夕張岳一帯は超塩基性岩の蛇紋岩が分布している特殊な地質であり、「ユウバリ（ユウパリ）」の名を冠する固有種の高山植物が数多く生息している。そのほとんどが環境省のレッドリストに指定されている植物であるため、夕張岳は「花の名山」として知られている。「夕張岳の高山植物群落及び蛇紋岩メランジュ帯」として国の「天然記念物」に指定され、「日本の地質百選」に選定されている。また、北海道内では初となる「日本山岳遺産」に認定されている。

## 自然
公園の大半は国有林であり、他の山岳地域とは異なった地質構造のため特異な植生になっている。温帯北部の天然林があり、標高800〜900 mまでは混交林でエゾマツ、トドマツ、ミズナラなどの広葉樹が比較的多いが、標高1,000 m以上ではタカネナナカマドなどを交えてハイマツが現れてくる。夕張岳はユウバリコザクラ、ユウバリソウなど固有の高山植物や、シソバキスミレなどを見ることができる。また、森林の中にはエゾリス、シマリスなどが棲んでいるほか、ナキウサギやクマゲラも見ることができる。夕張山地の北西に位置する標高1,066 mの崕山（きりぎしやま）は、全山が石灰岩で形成されているため、ホテイアツモリソウなど特殊な土壌に適応した珍しい植物が生息している。ところが、国道や林道が整備されて入山が容易になると登山客が殺到するようなり、植物の踏みつけや売買目的の大量盗掘が行われたため、1999年（平成11年）から入山制限の措置を取って植物群の保護・回復活動を行っている。年に3回モニター登山を開催し、植物群の回復の現状と自然環境を守るための取組みを見てもらうとともに、入山制限と植物保護についての理解を深めている。

## 景勝地
- 朝日ヶ丘総合公園

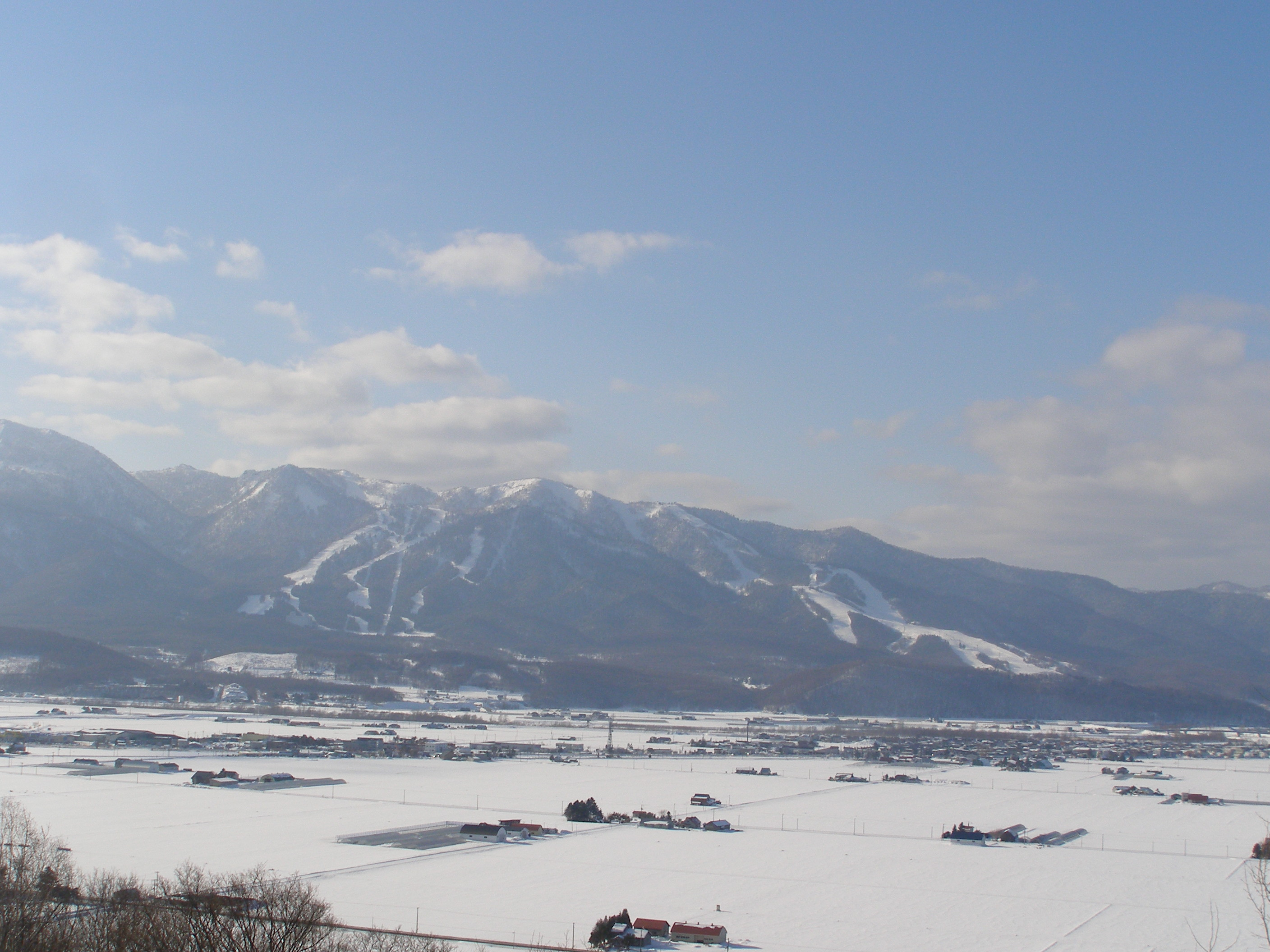
富良野スキー場
- 東京大学北海道演習林 樹木園[6]
- 山部自然公園「太陽の里」[7]
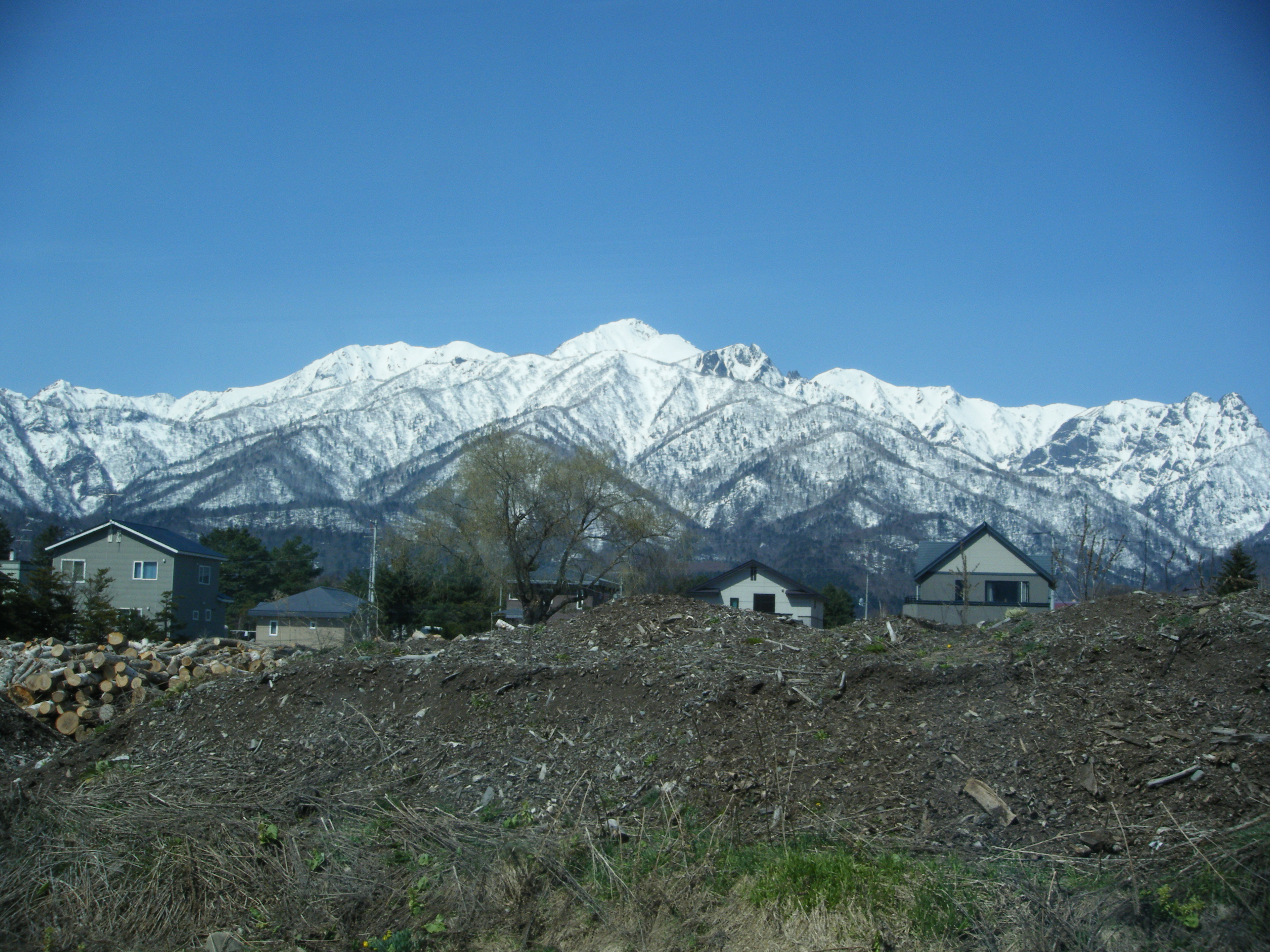
芦別岳
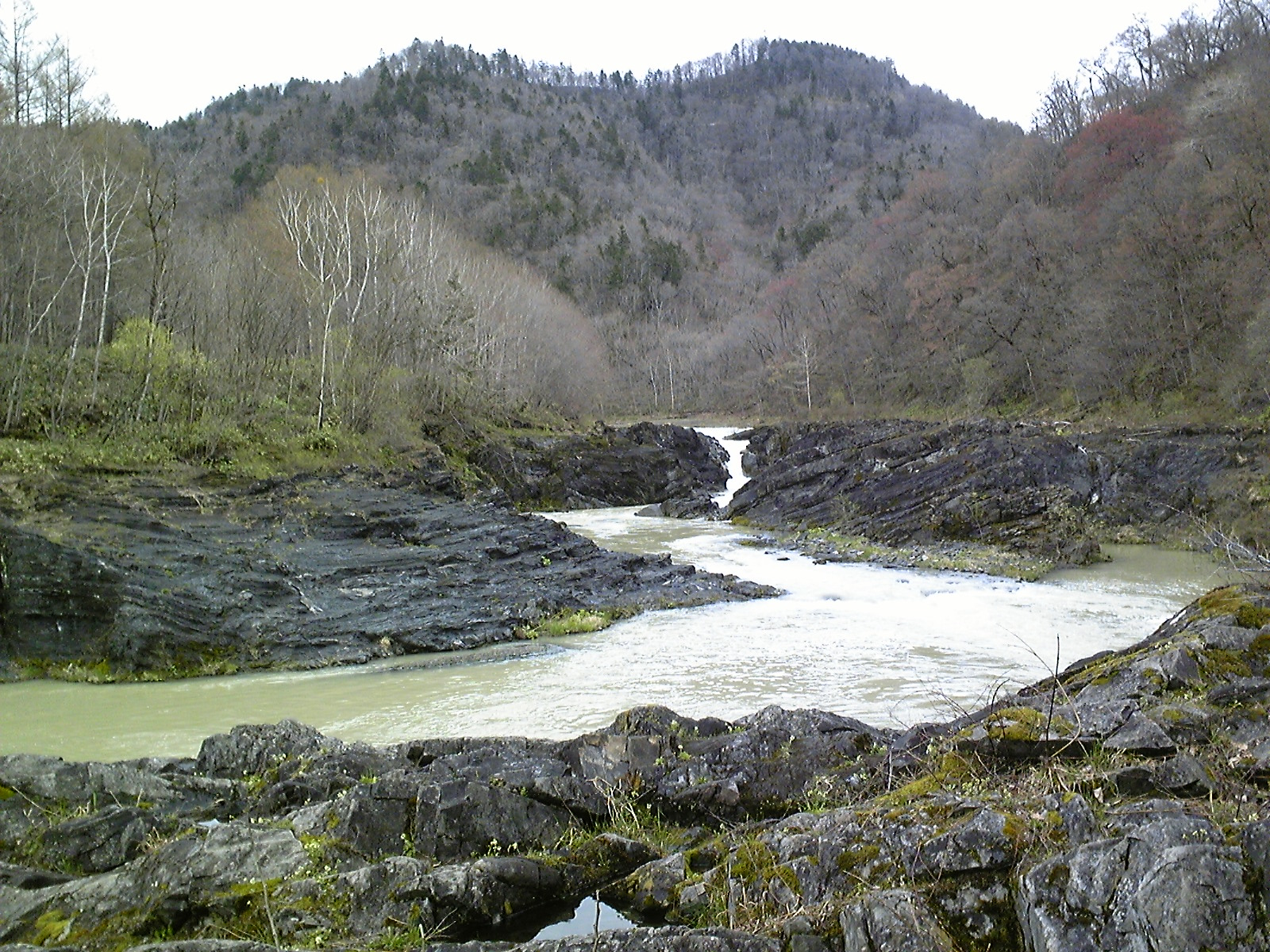
空知大滝
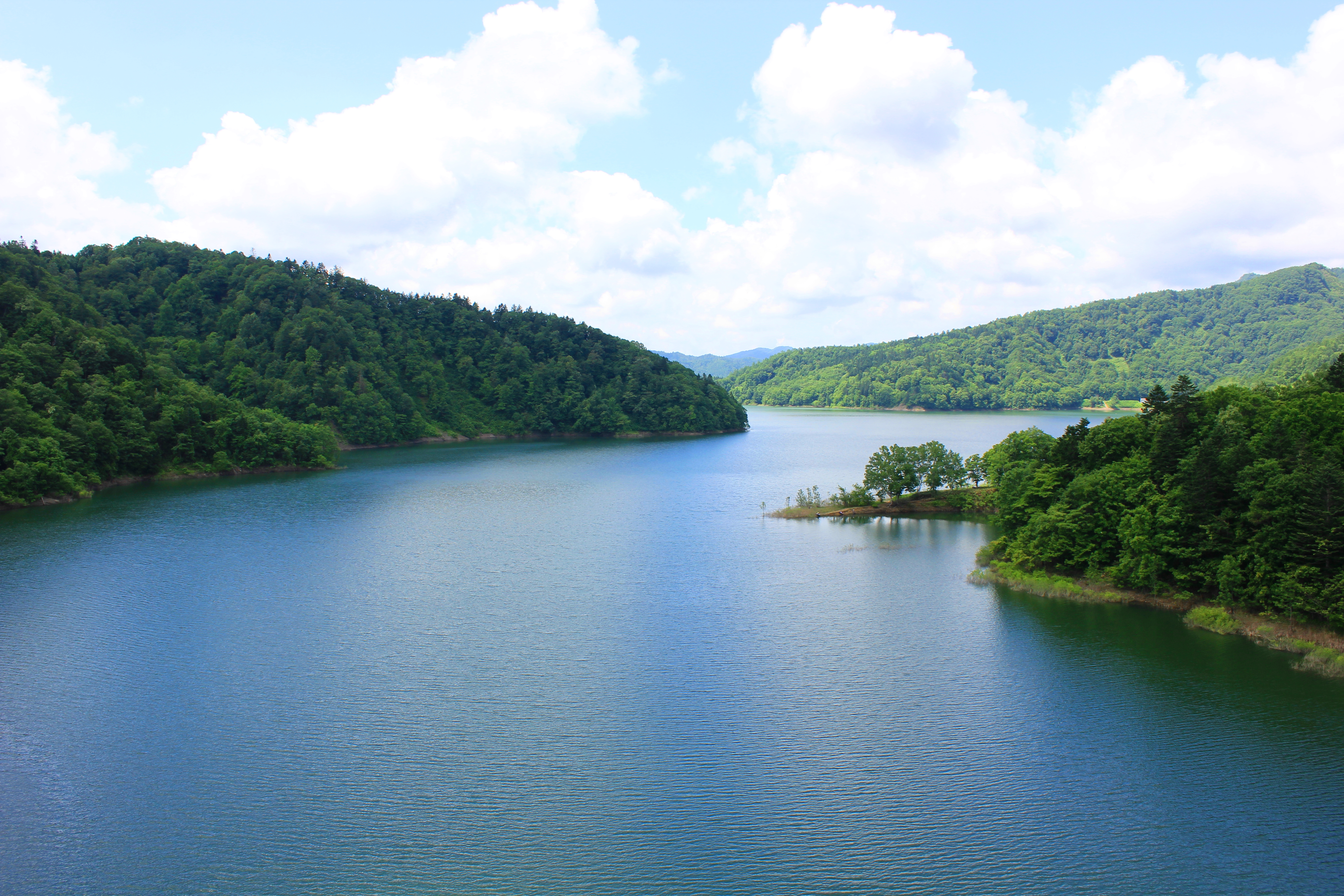
桂沢湖

- 旭ヶ丘公園
- 上金剛山展望台
- 桂沢湖（桂沢ダム）
- 桂沢国設キャンプ場
- 夕張岳
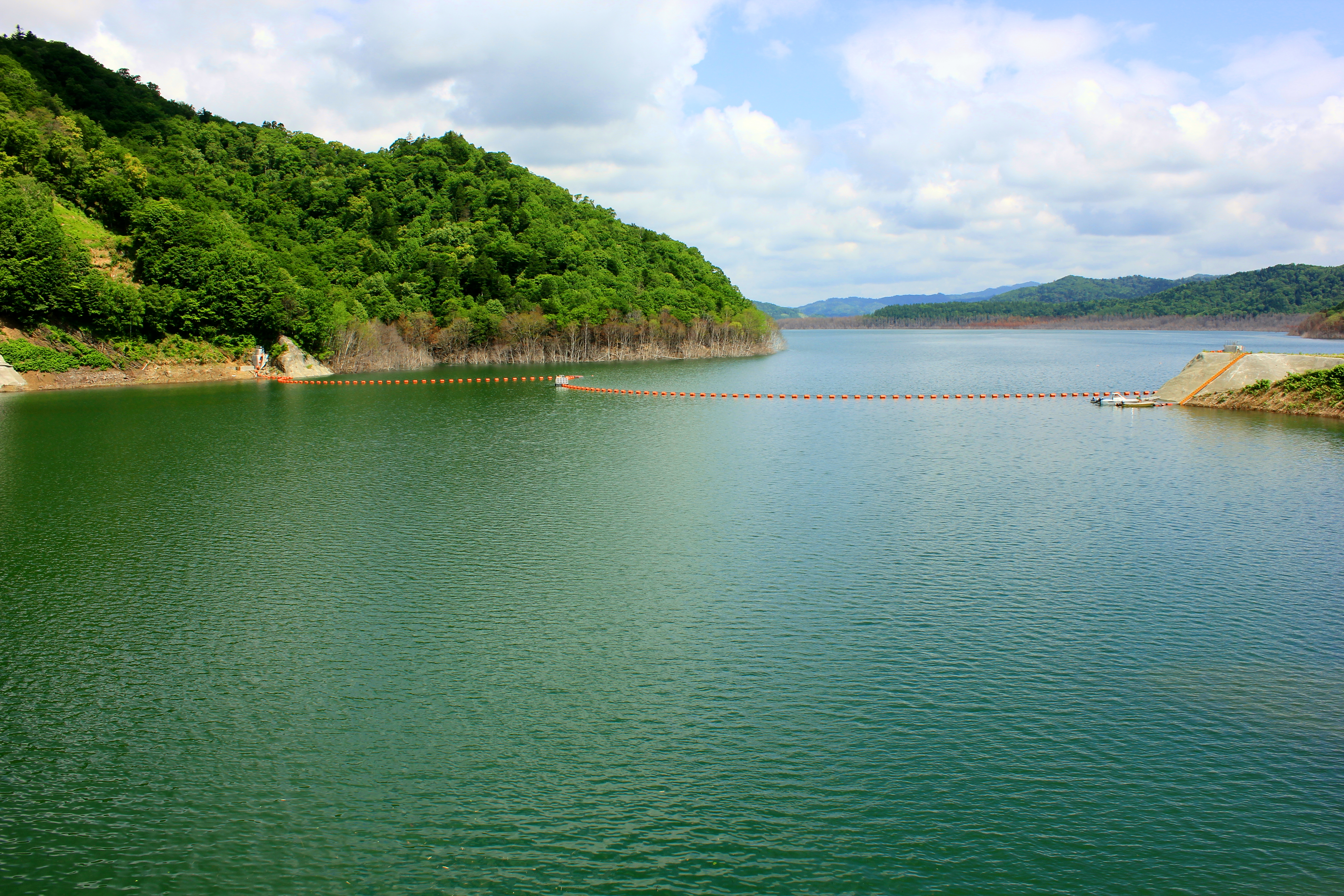
シューパロ湖（夕張シューパロダム）

- 富良野スキー場
- 芦別岳
- 空知大滝
- 桂沢湖
- シューパロ湖